# Azarja III
Azarja III was de hogepriester van de Tempel van Salomo tijdens de periode van koning Hizkia. Hij komt alleen voor in de Tenach wanneer de koning informeert naar de stapels bijdragen, Azarja's verslag luidt:
"Vanaf het eerste moment dat er heffing voor de tempel van de HEER werd afgedragen, hebben wij ervan gegeten tot we verzadigd waren, en we hielden zelfs nog over. De HEER heeft zijn volk wel gezegend, dat we zo veel hebben kunnen overhouden!"
De Tenach zegt dat Azarja een afstammeling (zoon) van Sadok was. Een derde Azarja komt echter niet voor in de stamboom van 1 Kronieken 5 noch in de lijsten van hogepriesters van Flavius Josephus en de Seder Olam Zutta.